# エクトル・フォント

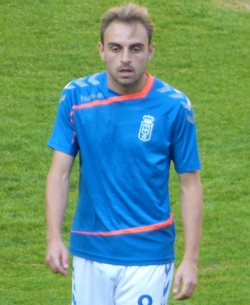
エクトル・フォント

エクトル・フォント・ロメロ（Héctor Font Romeo, 1984年6月15日 - ）はスペイン・ヴィラ＝レアル出身のサッカー選手。ポジションはMF（センターハーフ、右サイドハーフ）。

## 経歴
1部リーグでの歴史が浅いビジャレアルCFの、実質一期生ともいえるユースチーム出身者である。祖父がビジャレアルの元選手であり、フォント自身も幼少時からビジャレアルのファンであった。2002-03シーズンにトップチームに昇格したが、翌2003-04シーズンには2部のシウダ・デ・ムルシアにレンタルされる。再びビジャレアルに戻った2004-05シーズンからはレギュラー争いに加わり、UEFAカップでも11試合に出場するが、2006-07シーズンはマヌエル・ペジェグリーニ監督の構想から外れ、3年契約でCAオサスナに完全移籍した。オサスナでは3シーズンで69試合に出場した。
2009年夏、オサスナとの契約が満了したためレアル・バリャドリードへ移籍した。2009-10シーズンは10試合の出場にとどまった。2014年7月13日、セグンダ・ディビシオンBのレアル・オビエドと2年契約を交わした。
スペインU-21代表に選出された経験を持つ。

## タイトル
ビジャレアル
- UEFAインタートトカップ : 2003, 2004

オビエド
- セグンダ・ディビシオンB : 2014-15